# Chorizagrotis pseudadumbrata
Chorizagrotis pseudadumbrata är en fjärilsart som beskrevs av Charles Boursin 1964. Chorizagrotis pseudadumbrata ingår i släktet Chorizagrotis och familjen nattflyn. Inga underarter finns listade i Catalogue of Life.